# کوین جپسن
کوین جپسن (انگلیسی: Kevin Jepsen؛ زادهٔ ۲۶ ژوئیهٔ ۱۹۸۴) بازیکن بیس‌بال اهل ایالات متحده آمریکا است.
از باشگاه‌هایی که در آن بازی کرده‌است می‌توان به لس آنجلس آنجلز اشاره کرد.
وی در مسابقات کشوری و بین‌المللی در مجموع برندهٔ ۱ مدال برنز شده‌است.